# Parteniusz II (patriarcha Konstantynopola)
Parteniusz II, gr. Παρθένιος Β΄ (zm. 1651) – ekumeniczny patriarcha Konstantynopola w latach 1644–1646 i 1648–1651.